# Ingo Appelt
Ingo Appelt   (Innsbruck, 11 de desembre de 1961) és un pilot de bob austríac, ja retirat, que va competir durant les dècades de 1980 i 1990.
El 1988 va prendre part en els Jocs Olímpics d'Hivern de Calgary, on disputà dues proves del programa de bobsleigh. Fou cinquè en la prova de bobs a dos i setè en la de bobs a quatre. Quatre anys més tard, als Jocs d'Albertville, tornà a disputar dues proves del programa de bobsleigh. Fent equip amb Harald Winkler, Gerhard Haidacher i Thomas Schroll guanyà la medalla d'or en la prova de bobs a quatre, mentre en la de bobs a dos fou quart.
En el seu palmarès també destaca una medalla de bronze al Campionat del món de bob de 1990. Al Campionat d'Europa de bob guanyà dues medalles, una d'or i una de plata.
Entre 1994 i 2003 va ser diputat al Parlament del Tirol per l'FPÖ.